# Hyloxalus cevallosi
Hyloxalus cevallosi – gatunek południowoamerykańskiego płaza bezogonowego z rodziny drzewołazowatych (Dendrobatidae).

## Występowanie
Płaz ten występuje endemicznie w Ekwadorze po wschodniej stronie Andów. Z całą pewnością znany jest jedynie z miejsca typowego: Palanda, na wschód od Sarayacu, Río Bobonaza (na wysokości około 700 m n.p.m.), prowincja Pastaza. Stwierdzenia z innych prowincji mogą dotyczyć albo tego gatunku, albo Leucostethus fugax, z którym Hyloxalus cevallosi bywa mylony.
Miejscem bytowania tego płaza są tropikalne wilgotne lasy podgórskie.

## Status zagrożenia
W Czerwonej księdze gatunków zagrożonych IUCN Hyloxalus cevallosi od 2004 roku klasyfikowany jest jako gatunek zagrożony (EN, ang. Endangered). Ze względu na utratę i degradację siedlisk jego liczebność przypuszczalnie spada. Większość przedstawicieli rodzaju Hyloxalus niezbyt dobrze przystosowuje się do zmian w środowisku.